# Mediterraner Sklavenhandel
Der mediterrane Sklavenhandel wurde bis ins 19. Jahrhundert, in Einzelfällen darüber hinaus, von Händlern aus vielen Ländern im Mittelmeerraum betrieben. Seit der Antike wurde dort Sklavenhandel betrieben, doch sank der Umfang nach dem Untergang des Römischen Reiches deutlich. Dabei wurden sowohl Europäer als auch Asiaten und Afrikaner auf dem Mittelmeer verschleppt oder bei Raubzügen in das Binnenland gefangen genommen, um anschließend verkauft zu werden. Dies diente zur Gewinnung von Sklavinnen, um den Frauenbedarf in polygamen Gesellschaften sowie an Haushaltssklavinnen zu befriedigen, ebenso aber der Gewinnung männlicher Arbeitskräfte für Landwirtschaft und Militär.

## Einzugsgebiete und Abnehmer
Die Herkunft der Sklaven, die über das Mittelmeer transportiert wurden, sowie die Richtung dieser Transporte veränderten sich im Lauf der Zeit. Während des frühen Mittelalters wurden viele Sklaven aus den germanisch-slawischen Grenzgebieten über Frankreich, Italien und Spanien Richtung Orient gebracht, darunter wohl auch viele Eunuchen.
Die Hauptrekrutierungsgebiete im 13. bis 15. Jahrhundert waren der Balkan und die Schwarzmeerregion. Die gefangen genommenen Menschen waren Angehörige zentralasiatischer Turkvölker oder stammten aus dem Kaukasusgebiet und fanden ihre Abnehmer vor allem in Ägypten, wo sie als Mamluken, als Militärsklaven, nicht nur hohe Führungspositionen innehatten, sondern zeitweise auch selbst herrschten, und in Südwesteuropa, wo insbesondere die hellhäutigen kaukasischen Frauen hohe Preise erzielten.
Daneben betrieben die sog. Barbaresken-Korsaren und andere Piraten die Versklavung von Weißen. Das waren nicht nur die Besatzungsmitglieder und Passagiere gekaperter Schiffe, sondern auch die verschleppten Einwohner europäischer Küstenstädte. Hauptsächlich war davon die südeuropäische Küste (Spanien und die Mittelmeerinseln) betroffen, doch führten ihre Raubzüge im 17. Jahrhundert unter anderem auch nach Baltimore in Irland, Penzance in Südwest-England und sogar nach Austurland und Vestmannaeyjar bei Island. Häufig dienten diese Raubzüge nicht dem Verkauf der erbeuteten Menschen, sondern der ebenfalls sehr profitablen Forderung von Lösegeld für die verschleppten Personen. Ein berühmtes Beispiel für einen gegen Lösegeld freigelassenen Sklaven ist der spanische Schriftsteller Miguel de Cervantes. Der Historiker Robert C. Davis berechnet die Zahl der versklavten Europäer in nordafrikanischen Ländern zwischen 1580 und 1680 auf etwa 1 Million bis zu 1.250.000 Menschen.
Auch das Osmanische Reich war am Sklavenhandel im Mittelmeerraum beteiligt. So sorgten insbesondere die leichten berittenen Truppen, die Akıncı, die dem osmanischen Heer bei Feldzügen raubend und plündernd vorauseilten, für Nachschub an erbeuteten Menschen. Eine osmanische Sonderform der Sklaverei war außerdem die so genannte „Knabenlese“ (devşirme, türkisch für „das Sammeln“), bei der jeder fünfte christliche Knabe im Alter von 8 bis 15 Jahren abgegeben werden musste und dann – nach einer Zwangskonvertierung zum Islam und Sklavenarbeit in muslimischen Familien – zu Elitetruppen des Sultans, den Janitscharen rekrutiert wurden. Die aus der Devşirme Stammenden bildeten mit der Zeit eine eigene politische Gruppe, die im Lauf des 15. Jahrhunderts zu einer ernsthaften Konkurrenz für den traditionellen osmanischen Adel in der politischen Entscheidungsfindung wurde. Die jährlichen Feldzüge der Osmanen dienten nicht zuletzt auch dem Zweck, nicht zu viele von ihnen in der Hauptstadt zu haben, um (trotzdem nicht seltenen) Revolten vorzubeugen.

## Christliche Mittelmeerländer
Während der Sklavenhandel in Mitteleuropa ab dem 12. Jahrhundert als beendet angesehen werden kann – für 1168 wird von Helmold von Bosau für Mecklenburg noch ein Verkauf von 700 gefangenen Dänen mitgeteilt, von seeräubernden Slawen angeboten –, hat sich in den christlichen Ländern am Mittelmeer der Handel mit Sklaven und Sklavenhaltung in vielen Varianten der Abhängigkeit und des Freikommens bis in die Neuzeit gehalten. So wird für Genua, Civitavecchia, Neapel, Sizilien und Sardinien bis ins 18. Jahrhundert vor allem von türkischen Haussklaven berichtet, während die Sklavenarbeit auf den Ländereien im Königreich Neapel, im Königreich Sizilien, auf den Balearischen Inseln und in Katalonien früher zu Ende gegangen war. Jacques Heers zählt als Menschenhandelszentren die Hafenstädte Lissabon, Sevilla (für das lange sklavenhaltende Andalusien), Barcelona, Valencia, Genua, Venedig und, mit geringerem Anteil, Marseille auf.
Die in den christlichen Mittelmeerstädten lange gepflegte Haussklaverei vor allem mit Frauen vom Schwarzen Meer, aus dem Orient, aus dem Maghreb, mit Griechinnen oder Frauen aus den Balkanländern habe dem Stadtleben wegen der Vielfalt der Herkünfte ein besonderes Gepräge gegeben. Vor allem habe sich deswegen auch keine einheitliche Sklavenklasse bilden lassen. Bei aller Erniedrigung in Gestalt der ursprünglichen Rechtlosigkeit und der harten Arbeitsbedingungen sei in der Regel infolge der Christianisierung die schließliche Freilassung und die Assimilation an das städtische Leben der besitzenden Klasse erfolgt.